# Miep Racké-Noordijk
Willemina (Miep) Racké-Noordijk (Schiedam, 29 mei 1914 - Lochem, 15 januari 2003) was een Nederlands schrijfster en columniste.

## Scheherazade
Onder het pseudoniem Scheherazade schreef Miep Racké-Noordijk vanaf 1951 tot 1994 in het damesblad Libelle wekelijkse artikelen met als naam Libelle Cocktail en groeide daarmee uit tot een landelijke bekendheid. Ze reisde veel, onder meer als ambassadrice van de Leprastichting, en publiceerde daar via de Libelle ook over. Ze gaf jarenlang lezingen in het land, waarbij ze sprak over haar reizen en haar gezinsleven. Haar pseudoniem, afgeleid van de Scheherazade uit Duizend-en-één nacht, was duidelijk: elke week (in plaats van elke avond) een verhaal. Om in stijl te blijven noemde zij haar echtgenoot in de stukjes altijd 'De Sultan'.
De Libelle Cocktails werden later gebundeld als bloemlezingen, onder andere Cocktail Party (1973), Armoe troef (1973), Dat, wat er niet is (1976) en Decembercocktail (1982). 

## Maria Oomkens
Onder het pseudoniem Maria Oomkens schreef Miep Racké-Noordijk 23 boeken.